# Vaznā
Vaznā (persiska: وزنا) är en ort i Iran.   Den ligger i provinsen Teheran, i den centrala delen av landet, 80 km öster om huvudstaden Teheran. Vaznā ligger 2 749 meter över havet och antalet invånare är 357.
Terrängen runt Vaznā är huvudsakligen bergig, men åt nordost är den kuperad. Runt Vaznā är det ganska glesbefolkat, med 23 invånare per kvadratkilometer. Närmaste större samhälle är Arjomand, 17,7 km öster om Vaznā. Trakten runt Vaznā består i huvudsak av gräsmarker.